# Gunter Janda

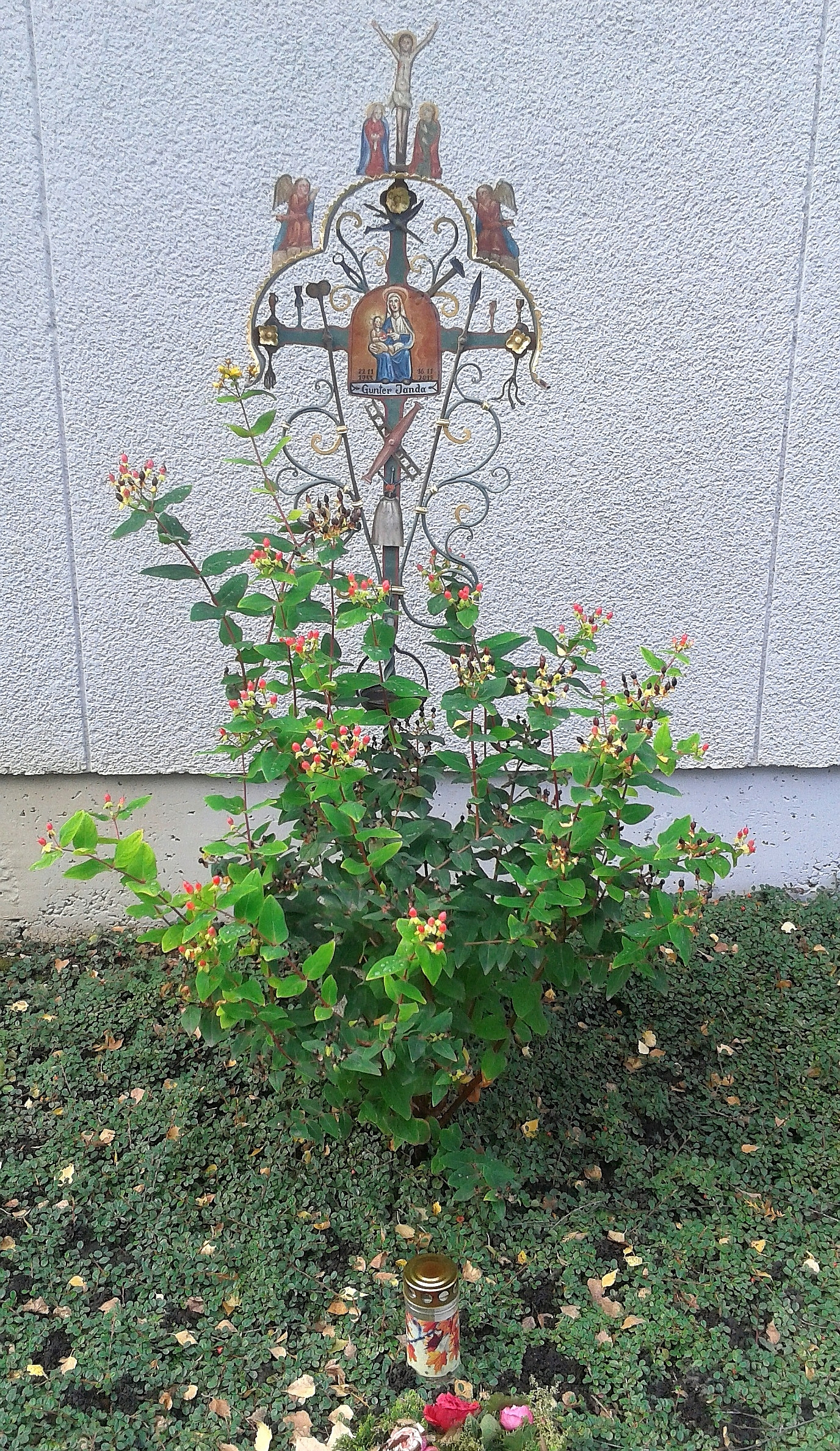
Grab von Monsignore Gunter Janda

Gunter Janda (* 22. November 1933; † 16. November 2015 in Wels) war ein römisch-katholischer Priester der Diözese Linz, der aufgrund seiner langjährigen Tätigkeit in der religiösen Erwachsenen- und Weiterbildung besonders in Oberösterreich einen großen Bekanntheitsgrad erlangte.

## Leben
Aufgewachsen in Kremsmünster, maturierte er am dortigen Stiftsgymnasium und empfing 1958 die Priesterweihe. Nach Aufgaben als Präfekt, Spiritual und Religionslehrer am Kollegium Petrinum in Linz unterrichtete er jahrzehntelang an der Pädagogischen Akademie der Diözese sowie an der Religionspädagogischen Akademie der Diözese in Linz. 1997 trat Janda in den Ruhestand und lebte seitdem in Kematen am Innbach im Bezirk Grieskirchen.
Ausgehend von seinen Erfahrungen mit jungen Menschen als Religionslehrer, aber auch als Studentenseelsorger, engagierte sich Janda früh in der religiösen Erwachsenen- und Weiterbildung, wo er in Zusammenarbeit mit zahlreichen Pfarren, aber auch mit dem Bildungshaus St. Franziskus in Ried im Innkreis, den Kreuzschwestern und Ämtern der Diözese Linz Impulse für ein christliches Leben in der Gegenwart zu geben versucht. Bekannt wurde er auch durch Exerzitien, Besinnungstage und Gottesdienste für Jugendliche und junge Erwachsene, deren Predigten besonderen Fragen der Zeit gewidmet waren. Ende der 1990er Jahre musste sich Monsignore Janda aufgrund von gesundheitlichen Problemen zeitweise von seiner Tätigkeit zurückziehen. Am 3. April 2000 überreichte ihm Landeshauptmann Josef Pühringer das Silberne Ehrenzeichen des Landes Oberösterreich.
Gunter Janda starb am 16. November 2015, wenige Tage vor seinem 82. Geburtstag, in Wels. Das Requiem wurde am 21. November 2015 im Linzer Dom gefeiert, anschließend erfolgte die Beisetzung in der Priestergrabstätte der Diözese Linz am St. Barbara-Friedhof in Linz.

## Auszeichnungen
- Ernennung zum Monsignore
- Silbernes Ehrenzeichen des Landes Oberösterreich
- Berufstitel Oberstudienrat